# Пингвина (сериал)
„Пингвина“ (на английски: The Penguin) е американски криминално-драматичен минисериал, разработен от Лорън Ле Франк. Базиран е на едноименния герой на Ди Си Комикс, създаден от Боб Кейн и Бил Фингър. Сериалът е спиноф на филма „Батман“ (2022), като се фокусира върху възхода на Пингвина към властта в престъпния свят на Готъм Сити. Поредицата е продуцирана от Сикстиът енд Айдахо, Ди Си Студиос, Дилън Кларк Прадакшънс в сътрудничество с Уорнър Брос Телевижън, като Ле Франк е и шоурънънр на сериала.
В сериала участват Колин Фарел, който играе Пингвина, повтаряйки ролята си от „Батман“, и Кристин Милиоти. Разработването започва от септември 2021 г., като Ле Франк е назначена за сценарист. Ейч Би О Макс поръчва сериала малко след премиерата на филма през март 2022 г. Крег Зобел се присъединява да режисира първите три епизода през октомври, като на режисьорския стол сяда и Хелън Шейвър. Записите започват през март 2023 г. в Ню Йорк, преди да бъдат спрени през юни заради стачката на Гилдията на американските сценаристи от 2023 г. Снимките са подновени в края на ноември 2023 г. и приключват през февруари 2024 г.
Премиерата на „Пингвина“ е на 19 септември 2024 г. по Ейч Би О и в стрийминг платформата Макс.

## Сюжет
Историята се развива една седмица след събитията в „Батман“ (2022), като проследява възхода към властта на Озуолд „Оз“ Коб/Пингвина в престъпния подземен свят на Готъм Сити.

## Актьори
- Колин Фарел – Озуолд „Оз“ Коб/Пингвина, обезобразен престъпен бос и бивш главен лейтенант на покойния престъпен бос Кармайн Фалконе, който е на път да стане крал на престъпността.[2][3] Фарел казва, че поредицата ще изследва допълнително „неудобството, силата и злобата“ на героя, както и „човека с разбито сърце“ отвъд въвеждането му в „Батман“ (2022).[4]
- Кристин Милиоти – София Фалконе, дъщерята на Кармайн, която се бори с Коб за контрол на престъпния подземен свят на Готъм след смъртта на баща си.[5]
- Рензи Фелиз – Виктор Агилар, бездомен тийнейджър, който става шофьор на Оз.
- Дейдри О'Конъл – Франсис Коб, майката на Оз, която страда от ранна деменция.
- Кланси Браун – Салваторе Марони, гангстер и мафиотски бос в Готъм, чиято операция за разбиване на наркомрежата в града се превръща в историческо събитие, в която Кармайн е информатор.[6]
- Кармен Еджого – Ева Карло, проститутка и любовница на Оз.
- Майкъл Зеген – Алберто Фалконе, синът на Кармайн и брат на София.[7]
- Берто Колон – Кастийо, човек на София.
- Джеймс Мадио – Милош Грапа, бодигард на семейство Фалконе и бивш бодигард на Кармайн.
- Джошуа Байтън – Майки Стоун, надзирател в „Блекгейт“, който работи за Оз.
- Дейвид Холмс – Ник Фукс, насилник на Оз.
- Даниъл Джей Уотс – Брун Тес, човек на Оз.
- Бен Кук – Калвин, приятел на Вик.
- Джейми Лоусън – Бела Реал, кметицата на Готъм.
- Майкъл Кели – Джони Вити, подбосът на престъпното семейство Фалконе.[8]
- Марк Стронг – Кармайн Фалконе, мъртвият престъпен бос на Готъм и баща на София и Алберто. Във филма „Батман“ ролята се играе от Джон Туртуро.
- Шохрех Агдашлу – Надя Марони
- Скот Коен – Лука Фалконе
- Тио Роси – Джулиън Ръш, доктор в Аркам.

## Епизоди
| № | № | Заглавие                                        | Режисура          | Сценарий                   | Първо излъчване   | Първо излъчване в България | Рейтинг (в милиони) |
| --- | - | ----------------------------------------------- | ----------------- | -------------------------- | ----------------- | -------------------------- | ------------------- |
| 1 | 1 | След работно време ("After Hours")              | Крег Зобел        | Лорън Ле Франк             | 19 септември 2024 | 20 септември 2024          | 0.242               |
| Една седмица след убийството на Кармайн Фалконе и разрушаването на вълнолома на Готъм, Озуолд „Оз“ Коб е заловен от Алберто Фалконе, син на Кармайн и наследник, докато намира скривалище от ценности на Фалконе от салона на Айсберг. Оз чува как Алберто обяснява плановете си да революционизира операцията с наркотиците на Фалконе. Когато Оз изразява стремежите си да бъде могъщ, уважаван мафиот, Алберто му се подиграва, карайки Оз да стреля и да го убие импулсивно. Оз се опитва да се отърве от тялото на Алберто и плаши група непълнолетни престъпници, които крадат джантите от колата му. Той наема един от тях, Виктор Агилар, да му помага. Оз научава, че семейство Фалконе планира да поеме контрола над неговата наркогрупа. Той също така среща сестрата на Алберто, София Фалконе, току-що освободена от Аркам. Оз планира да избяга от града, но променя решението си, след като е насърчен от майка си Франсис. Оз посещава съперника на Фалконе, Салваторе Марони, в затвора Блекгейт, като предлага да върне операцията с наркотиците обратно под контрола на Марони. Марони не е склонен, но премисля, след като Оз връща пръстена, отнет му от Кармайн. По-късно София залавя и измъчва Оз, но е разсеяна от внезапно появилото се тялото на Алберто, инсценирано от Виктор, за да замеси екипа на Марони. Оз е освободен и започва да крои заговор с Виктор да поеме контрола над престъпното семейство Фалконе.                                                            |   |                                                 |                   |                            |                   |                            |                     |
| 2 | 2 | Вътрешен човек ("Inside Man")                   | Крег Зобел        | Ерика Джонсън              | 29 септември 2024 | 30 септември 2024          | 0.299               |
| Ядосан, че Оз го е натопил, Марони продължава партньорството им, като му позволява да помогне с доставка на Фалконе, която впоследствие е иззета от екипа на Марони. Братът на Кармайн Лука пристига да оглави семейството. Междувременно се разкрива, че Франсис страда от деменция. София страда от посттравматично стресово разстройство от смъртта на Алберто и става все по-неспокойна и е убедена, че някой от екипа е къртица на Марони. Тя подкупва пенсиониран детектив, който преди е бил на заплата при баща ѝ, за да разследва обира и мъжът отвлича Ервад, един от служителите на Марони. Съпругата на Марони, Надя, възлага на Оз да изведе Ервад, преди Фалкони да го накарат да говори. По време на погребението на Алберто, Оз възлага на Виктор да подложи доказателства, за да обвини заместник-шефа на Фалконе Джони Вити за убийството на Алберто, докато той търси Ервад, за да го накара да замеси Вити. Въпреки това, Виктор е хванат да се опитва да подложи доказателствата и едва успява да избяга; Оз убива Ервад с нож и натопява Кастийо, охраната на София, за къртицата, като му подхвърля ножа. Лука екзекутира Кастийо, докато София иска да го убие, за да отмъсти на Алберто, и ѝ нарежда да напусне семейния бизнес. Оз кара Виктор да изкопае гроб за Ервад и Кастийо, заплашвайки да го убие, ако го провали отново. След това той се среща със София, която му предлага партньорство, за да унищожи семейната йерархия на Фалконе, за да може тя да поеме контрола. |   |                                                 |                   |                            |                   |                            |                     |
| 3 | 3 | Блаженство ("Bliss")                            | Крег Зобел        | Ноел Валдивия              | 6 октомври 2024   | 7 октомври 2024            | 0.365               |
| В ретроспекции Виктор остава сирак, след като експлозията на вълнолома удавя семейството му. В настоящето София запознава Оз с нова дрога, която е давана на нея и на други затворници в „Аркам“. Оз нарича дрогата „Блаженство“. Заедно те се обръщат към Триадите, за да помогнат за разпространението ѝ, но отказват да правят бизнес с тях, освен ако не получат подкрепата на Вити. Оз и София изнудват Вити да ги подкрепи, като го хващат да прави секс със съпругата на Лука, и го заплашват, че ще го разобличат. След като той неохотно им дава подкрепата си, Триадите влизат в бизнес с Оз и София. Междувременно Виктор е разкъсван от желанието си да напусне Готъм с приятелката си в търсене на по-добър живот и да остане с Оз, за да стане потенциално богат и могъщ; той също се страхува, че Оз ще го убие, ако се опита да дезертира. Когато Оз научава за намеренията на Виктор, той признава, че искрено го уважава и му позволява да си тръгне. Виктор избира Оз пред приятелката си и се връща при него, само за да открие, че той и София са задържани от Марони, които са разбрали двуличието на Оз. Преди наемен убиец да успее да екзекутира Оз, Виктор умишлено се блъска в убиеца и той избягва с Оз, но София е изоставена на произвола на съдбата с Марони. |   |                                                 |                   |                            |                   |                            |                     |
| 4 | 4 | Сто години ("Cent’Anni")                        | Хелън Шейвър      | Джон Маккъчън              | 13 октомври 2024  | 14 октомври 2024           | 0.368               |
| В ретроспекции София научава от репортер, че Кармайн е заподозрян като "Палача", сериен убиец, който удушава и беси жени; майка ѝ е починала от подобен метод, когато София е още дете. Отчаяна за отговори, тя се среща с репортерка насаме. Оз предупреждава Кармайн, който отмъщава, като обвинява София за всички убийства и я изпраща в „Аркам“, ужасявайки Алберто и Оз. Въпреки че първоначално е затворена само за шест месеца, Кармайн удължава престоя ѝ до повече от десетилетие. Тя непрекъснато е подигравана от затворничките, докато нейният лекар, д-р Вентрис, я подлага на електрошокова терапия, въпреки че сътрудникът му, д-р Джулиан Ръш, в крайна сметка разбира, че София е невинна и напуска. Психическото и физическо натоварване в крайна сметка довежда София до крах и тя убива съкилийничката Свраката. В настоящето София е изведена на безопасно място от д-р Ръш. Научавайки от Надя, че Оз е убил Алберто, София решава, че не може да вярва на никого. Тази нощ тя пуска газ в имението на Фалконе, който убива всички членове от семейството, включително Лука. Тя щади само Джия, малката дъщеря на братовчедка си, и Вити, когото държи на прицела. |   |                                                 |                   |                            |                   |                            |                     |
| 5 | 5 | Завръщане у дома ("Homecoming")                 | Хелън Шейвър      | Брена Гибсън и Шейл Огбона | 20 октомври 2024  | 21 октомври 2024           | 0.385               |
| Оз и екипът му отвличат сина на Марони, Тадж, и поставят ултиматум: Тадж в замяна на пратката с Блаженство, открадната от Надя. В същото време Оз кара Виктор да се грижи за Франсис. По време на пазач от затвора, подкупен от Оз, се опитва да убие Марони, докато Оз убива Тадж и Надя, след като го залива с бензин и ги подпалва. Огънят активира химическите гасителни спрейове и унищожава по-голямата част от Блаженство, докато Марони оцелява след покушението срещу живота му и бяга от затвора. Междувременно Джия е изпратена в дом за деца и София измъчва Вити, докато той не реши да подкрепи кандидатурата ѝ да стане глава на семейството. Ръш, който се е влюбил в нея, подкрепя София, която приема фамилията на майка си и печели лоялност, като спори как са бандите са малтретирани и пренебрегвани по същия начин при управлението на Кармайн; когато Вити се противопоставя на плановете ѝ, София го убива. По-късно тя и скърбящият Марони създават съюз, за да убият Оз. На друго място, Оз е изпаднал в паника, когато научава за бягството на Марони, загубата на подкрепата на любовницата му Ив и негодуванието на майка си, след като я принуждава да се скрие в апартамент. Оз си спомня изоставена подземна железопътна линия, показва я на Виктор и я обявява за новата си база за операции за повторно отглеждане на Блаженство. |   |                                                 |                   |                            |                   |                            |                     |
| 6 | 6 | Златна среща на върха ("Gold Summit")           | Кевин Брей        | Ник Таун                   | 27 октомври 2024  | 28 октомври 2024           | 0.324               |
| Оз успява да разрасне значително империята си, възпроизвеждайки и разпространявайки „Блаженство“ в подземията. София и Марони убиват няколко дилъра на „Блаженство“ като предупреждение, карайки Оз да реши да раздаде наркотика безплатно, за да повиши търсенето във всички други територии на бандата. Вик се изправя срещу Скуид, наркодилър от неговия квартал, който моли Вик да му позволи да се включи в операцията. Вик се опитва да му плати, но когато Калмар заплашва да разкрие Вик и Оз, освен ако не получи среща с Оз, Вик го застрелва и бяга. Състоянието на Франсис се влошава още повече и тя кара Оз да обещае да я убие, ако се разболее тежко. Оз заплашва корумпиран съветник да възстанови електричеството на Краун Пойнт и назначава среща с ръководителите на другите банди, които той убеждава да работят заедно срещу Гиганте, Марони и висшия елит. София и Сал проникват в апартамента на Оз, за да намерят къде да го ударят, и София открива снимка на Ив. София посещава Ив, заплашвайки я да я убие, за да стигне до Оз, но Ив отказва, след като София разкрива, че Оз е бил наясно с истинската самоличност на Палача. Франсис и Вик танцуват на музика, след като електричеството е възстановено точно когато София влиза в апартамента. |   |                                                 |                   |                            |                   |                            |                     |
| 7 | 7 | Цилиндър ("Top Hat")                            | Кевин Брей        | Владимир Цветко            | 3 ноември 2024    | 4 ноември 2024             | 0.384               |
| Като дете Оз се възмущава от вниманието, което майка му обръща на братята му Джаки и Бени. След игра на криеница, Оз оставя братята си в капан в препълнен канализационен преливник, където се давят. В настоящето Оз се връща в апартамента си и намира ранен Вик, който разкрива, че София е отвлякла Франсис. Вик избягва точно преди да пристигне Марони с хората си. Марони бие Оз и кара Оз да го отведе в подземното му леговище. Оз и хората му организират засада и Марони умира от инфаркт, докато се бие с Оз. Междувременно София кара Ръш да разпитва Франсис за слабостите на Оз и посещава Джия, след като научава, че тя възнамерява да сътрудничи на полицията. Разочарована, след като е видяла болката, която е причинила на Джия, София обмисля да приеме ултиматума на Оз и да размени Франсис за доставките му от „Блаженство“, но Ръш я убеждава да приеме желанието си да види Оз страдащ. По време на размяната София изпраща бомба, която унищожава базата на Оз и убива целия му екип. Оз оцелява и се появява отново, само за да бъде нокаутиран от детектива на София, подкупен да отвлече Ервад. |   |                                                 |                   |                            |                   |                            |                     |
| 8 | 8 | Голямо или малко нещо ("Great or Little Thing") | Дженифър Гецингер | Лорън Ле Франк             | 10 ноември 2024   | 11 ноември 2024            | 0.464               |
| Използвайки психотерапия, Ръш научава, че Франсис вече е знаела, че Оз е причинил смъртта на братята си, и се е опитала да го убие, но не е могла да го направи. При София е доведен Оз, който е накаран пред майка си да признае истината. Оз отказва да признае действията си, дори когато Ръш измъчва Франсис, което я кара да се отрече от него, преди да получи инсулт. Оз избягва, убива детектива и отвежда Франсис в болницата. Междувременно местните шефове изоставят Оз заради София, която дава награда за Оз, докато тя се готви да напусне Готъм. Вик урежда шефовете да бъдат убити от техните заместници, които помагат на Оз да отвлече София. Вместо да я убие, Оз кара полицейските си контакти да я върнат в „Аркам“. Оз и Вик посещават Франсис, за да празнуват, само че научат, че тя е изпаднала във вегетативно състояние, което кара Оз да се разпадне. По-късно същата вечер Вик казва на Оз, че гледа на него като на семейство, което Оз отвръща със същото. След това Оз убива Вик, казвайки, че семейството прави хората слаби. Междувременно Ръш, който се е върнал в „Аркам“, за да се грижи за София, ѝ предава писмо от нейната полусестра Селина Кайл. Оз отвежда вегетативната Франсис в нов мезонет, където танцува с Ив, облечена като Франсис, докато сигналът Бат-сигналът свети в небето. |   |                                                 |                   |                            |                   |                            |                     |

Сериалът ще се състои от осем епизода, написани от Лорън Ле Фарнк, а Хелън Шейвър ще режисира някои от епизодите.

## Продукция

### Разработване
През септември 2021 г. Ейч Би О Макс започва разработването на спиноф сериал на филма „Батман“ (2022), фокусиран върху героя Озуолд „Оз“ Коб/Пингвина. Режисьорът на „Батман“ Мат Рийвс предлага на ръководителите на студиото спиноф филм, който да изследва живота на Пингвина, идеята е приета, но за сериал. Лорън Ле Франк е наета да напише сценария; Рийвс и продуцентът на „Батман“ Дилън Кларк са назначени за изпълнителни продуценти чрез продуцентските си компании Сикстиът енд Айдахо и Дилън Кларк Прадакшънс съответно. По-рано двамата работят по спиноф сериал, представящ полицейското управление на Готъм Сити, но в началото на март 2022 г. тази поредица е спряна в полза на сериал, фокусиран върху съществуващи герои от комиксите, като първият е Пингвина, но Рийвс не е сигурен дали ще режисира сериала.
През юли 2022 г. Колин Фарел съобщава, че Рийвс няма да режисира сериала, но дава насоки относно структурата на сценария и участва в избора на режисьор. През октомври Крег Зобел е нает да режисира първите три епизода от сериала и да служи като изпълнителен продуцент. Тогава още не е ясно дали бъдещите проекти на Ди Си на Рийвс са планирани за споделена вселена на Батман, но е ясно, че ще са поставени под контрола на Джеймс Гън и Питър Сафран, ръководители на наскоро обявеното тогава Ди Си Студиос, което ще контролира филмовите и телевизионни проекти на Ди Си, което е под наблюдението на съпредседателите на Уорнър Брос Пикчърс Майкъл Де Лука и Памела Абди. Гън потвърждава скоро след това, че Ди Си Студиос ще наблюдава всички продукции на Ди Си, като се е свързал с Рийвс относно неговите проекти.
При обявяването на първите проекти за новия франчайз на Ди Си вселената на Ди Си (DCU) през януари 2023 г., Гън казва, че всеки проект, който не се вписва в споделената вселена, ще бъде етикетиран като „Други светове на Ди Си (DC Elseworlds) занапред. Използва се същия начин, по който Ди Си Комикс използва импринта Други светове (Elseworlds), за да маркира комикси, които са отделни от основната приемственост.
През януари 2024 г. е разкрито, че Хелън Шейвър е наета да режисира някои от епизодите на поредицата.